# ناحیه حزم‌العدین
ناحیهٔ حزم‌العدین (به عربی: مدیریة حزم العدین) یک ناحیه در یمن است که در استان اب واقع شده‌است. ناحیه حزم‌العدین ۷۹٬۴۸۳ نفر جمعیت دارد.